# Ischnoptera peculiaris
Ischnoptera peculiaris är en kackerlacksart som beskrevs av Rocha e Silva 1973. Ischnoptera peculiaris ingår i släktet Ischnoptera och familjen småkackerlackor. Inga underarter finns listade i Catalogue of Life.